# Picsart
Picsart — армянская технологическая компания, базирующаяся в Майами (Флорида, США) и Ереване (Армения), которая разрабатывает пакет приложений Picsart для редактирования фотографий и видео в режиме онлайн, а также социальное творческое сообщество. Платформа позволяет пользователям делать и редактировать фотографии и видео, рисовать с помощью слоев и делиться изображениями в Picsart и других социальных сетях. Это одно из самых популярных приложений в мире, которое, по некоторым данным, было загружено более 1 миллиарда раз в 180 странах. Компания была основана в 2011 году.

## История
Компания Picsart была основана в ноябре 2011 года армянским предпринимателем Ованесом Авояном и армянскими программистами Артаваздом Мехрабяном и Микаэлом Варданяном. Основатели разработали первое приложение Picsart как отдельный инструмент, помогающий людям изменять фотоизображение на телефоне, со временем были добавлены дополнительные возможности. Первое приложение Picsart было запущено в ноябре 2011 года на устройствах Android.
В январе 2013 года был выпущен Picsart for iOS для iPhone. В мае — для iPad. В конце 2013 года фоторедактор Picsart стал доступен для Windows Phone.
В январе 2014 года Picsart стал доступен на устройствах с поддержкой Windows 8.
По имеющимся данным, к апрелю 2015 года компания произвела 250 миллионов загрузок своих приложений для iOS и Android и насчитывала 60 миллионов ежемесячных активных пользователей.
В 2016 году число ежемесячных активных пользователей Picsart достигло 75 миллионов.
В 2017 году Picsart запустила Remix Chat — систему обмена сообщениями, в которой пользователи могут делиться изображениями напрямую или в группах и редактировать их вместе с друзьями. Компания также запустила функцию, позволяющую сообществу пользователей бесплатно создавать и обмениваться пользовательскими стикерами. Picsart также объявила о достижении 90 миллионов ежемесячных активных пользователей.
В июле к Picsart присоединилась российская супермодель и филантроп Наталья Водянова, чтобы помочь повысить социальную активность и активизм в фотосообществе Picsart. В октябре компания достигла 100 миллионов ежемесячных активных пользователей и начала объявлять о партнерстве с крупными потребительскими брендами и знаменитостями.
В марте 2019 года число ежемесячных активных пользователей Picsart достигло 130 миллионов. Также в 2019 году компания Sensor Tower, занимающаяся аналитикой приложений, заняла 4-е место в рейтинге самых прибыльных социальных приложений для редактирования фото и видео после Instagram, Snapchat и YouTube.
В январе 2020 года компания запустила лабораторию искусственного интеллекта совместно с Американским университетом Армении. Также в июле компания сообщила о более чем 1 миллиарде загрузок приложения.
В феврале 2021 года Хамфри Ши присоединился к компании Picsart в качестве главного научного сотрудника, а затем основал компанию Picsart AI Research (PAIR) как подразделение Picsart, занимающееся исследованиями и разработками в области искусственного интеллекта.
26 августа 2021 года генеральный директор Picsart Авоян объявил, что компания привлекла $130 млн в рамках серии С финансирования от Softbank, Sequoia, G Squared, Tribe Capital, Graph Ventures и Siguler Guff & Company с оценкой компании около $1,5 млрд, став первым технологическим единорогом, родившимся в Армении.
В феврале 2022 года компания Picsart приобрела платформу для обучения Code Republic, чтобы сделать её частью своего образовательного подразделения Picsart Academy.
Также в феврале компания запустила новую программу API под названием Picsart for Developers, позволяющую партнерам реализовывать функции Picsart на своих платформах.
В марте 2022 года компания Picsart выпустила AI fonts — новую коллекцию шрифтов, созданных с помощью генеративного искусственного интеллекта.
В ноябре 2022 года компания Picsart добавила в свою платформу AI Image Generator и AI Writer, которые создают изображения и копии с помощью генеративного искусственного интеллекта.
AI Style Transfer: Эта функция позволяет пользователям применять художественные стили к своим изображениям, превращая фотографии в произведения искусства, вдохновленные различными художественными направлениями.
Компания запустила функцию AI Avatar в декабре 2022 года. В январе 2023 года Picsart запустила новое отдельное приложение под названием SketchAI, которое использует генеративный искусственный интеллект для превращения эскизов в цифровое искусство.
Неофициальные модификации
Как и во многих других популярных приложениях, в Picsart появились модифицированные версии, созданные сторонними разработчиками. Эти неофициальные версии часто утверждают, что предоставляют дополнительные возможности или разблокируют премиум-инструменты. Однако официальные разработчики не поддерживают их, и их использование может представлять угрозу безопасности и юридические риски. Компания продолжает обновлять свое программное обеспечение для повышения безопасности и улучшения пользовательского опыта.
Риски опасения пользователя
Эксперты по кибербезопасности предупреждают, что неофициальные приложения могут содержать вредоносное ПО, что может привести к нарушению конфиденциальности или краже данных. Кроме того, модифицированные версии могут нарушать условия обслуживания платформы, что приведет к приостановке или запрету аккаунта.

## Продукция
Компания Picsart разрабатывает мобильные приложения и браузерные инструменты для редактирования видео и фотографий. Приложения и веб-браузеры поддерживают работу в социальных сетях. Среди функций — инструмент генерации изображений с искусственным интеллектом, который преобразует текст в изображения, а также фоновый ластик для стирания нежелательных объектов и замены фона. Кроме того, в приложение включены такие фильтры изображений, как размытие, ретро, VHS и Y2K.
Приложения включают:
- Picsart Photo & Video Editor — приложение для редактирования фотографий и видео с инструментами для добавления фильтров и различных эффектов, с интеграцией в социальные сети. Приложение бесплатно в использовании и предлагает встроенные покупки стикеров и других графических элементов.[35]
- Picsart Animator — анимационное приложение, позволяющее создавать мультяшные видеоролики, GIF-файлы и другую анимацию.[36]
- .Picsart Color — приложение для рисования и раскрашивания.[37]
- Picsart GIF & Sticker Maker — генератор анимированных GIF и стикеров.[38]
- AI video Generator & Editor — возможность создания и редактирования AI видео в приложении, если вы хотите улучшить свою видеосъемку.
- SketchAI — приложение, превращающее рисунки и фотографии в цифровое искусство с помощью генеративного искусственного интеллекта.[32][31]

Приложения доступны для мобильных устройств на базе iOS, Android и Windows.
Инструменты веб-браузера Picsart для ПК обладают теми же функциями, что и приложение Picsart Photo & Video, но предназначены для веб-браузеров на компьютерах под управлением Windows 8.1 и выше.
Встроенные функции социальных сетей в приложениях и на сайтах позволяют пользователям комментировать, ставить лайки и следить за другими пользователями.

## Операции
Штаб-квартира Picsart находится в Майами, Флорида, и Ереване, Армения. Дополнительные офисы компании расположены в Пекине, Москве, Токио, Париже, Лондоне, Берлине, Лос-Анджелесе, Атланте, Глазго, Шотландия, и Бангалоре, Индия. В марте 2019 года компания сообщила, что 70 процентов из 360 сотрудников работают в сфере проектирования и разработки продуктов, и половина из них — женщины.

## Финансирование
По состоянию на август 2021 года компания получила 195 миллионов долларов в виде совокупного венчурного финансирования от Sequoia Capital, Insight Partners и других компаний, в результате чего её оценка после получения денег составила около 1,5 миллиарда долларов.